# Cornelis Schell
Cornelis Schell (Den Haag, 5 september 1920 - Venlo, 19 november 2003) was een Nederlands operazanger.

## Biografie
Schell kwam al op zeer jeugdige leeftijd in aanraking met muziek. In het geheim (zijn ouders zagen niets in het zangersvak) ging hij als 16-jarige muziektheorie studeren bij Albert van Raalte. Deze herkende de vocale kwaliteiten van zijn jonge leerling en liet hem na enkele jaren voorzingen bij Willem Ravelli. Deze vond de stem van Schell wel interessant en besloot hem  voor te bereiden voor het conservatorium. Op 20-jarige leeftijd werd hij als leerling ingeschreven bij het Koninklijk Conservatorium te Den Haag, waar hij bij Jaap Stroomenberg (liederen), bij Prof. Dr. Lothar Wallerstein (operaklas) en bij Willem Ravelli (oratorium) studeerde. Aansluitend ging hij studeren bij professor Paul Neumann aan de Staatliche Sing- und Schauspiel Akademie te München.
Schells eerste engagement was in het koor van de Opera te Gent. In het daaropvolgende jaar kreeg hij een aanstelling bij het Stadttheater Münster, waar hij begon als koorzanger en het jaar daarop werd hij lid van het koor met soloverplichting. Door deze combinatie heeft hij in dat seizoen 289 voorstellingen gespeeld.
Generaal-intendant Wedekind zorgde uiteindelijk voor zijn grote doorbraak. Hij kreeg een aanstelling als solist-tweede-plan te Oldenburg. Vanaf 1952 ging het bergopwaarts met de zangcarrière van Cornelis Schell als professionele operazanger.
Gelsenkirchen werd de volgende mijlpaal. In 1953 werd hij tweede bas en was er tijd voor gasttournees en enkele liederenrecitals.
Zijn eerste rollen waren die van de Grootinquisiteur in Don Carlos, de Commandeur in Don Juan, de Boer in Die Kluge, Lord Syndham in Zar und Zimmermann en de Markies in La traviata. In juni 1956 waagde Schell de sprong naar De Koninklijke Vlaamse Opera te Antwerpen, waar hij als eerste bas-bariton werd aangesteld. Nu kwamen de grote rollen naar hem toe. Hij speelde onder andere als Nilakantha in Lakmé, Ferrando in Il trovatore, Koning Ramphis in Aida, de Boer Die Kluge en Klingsor in Parsifal. In België trad Schell veelvuldig op voor de radio.
Toen werd het tijd voor de Stichting De Nederlandse Opera, waar hij debuteerde als Leporello in Don Giovanni. In Amsterdam heeft hij vrijwel alle grote operapartijen gezongen. De rol van Mefisto in Faust werd door hem ruim 80 keer vertolkt.
In 1965 hield de Nederlandse Opera op te bestaan en kwam de nieuwe Nederlandse Operastichting. Dat betekende ontslag voor alle medewerkers van de 'oude' opera Amsterdam.
Hierna volgden nog aanstellingen bij de operahuizen te Krefeld (Duitsland), Biel (Zwitserland) en Detmold (Duitsland).
In 1973 kon Schell een vaste betrekking krijgen bij het Cultureel Centrum De Oranjerie in Roermond. Als realist nam hij die kans met beide handen aan en hij is daar gebleven tot aan zijn pensioengerechtigde leeftijd.